# Болдун, Иван Корнеевич
Иван Корнеевич Болдун (1918—1981) — старший лейтенант Рабоче-крестьянской Красной Армии, участник Великой Отечественной войны, Герой Советского Союза (1944).

## Биография
Иван Болдун родился 22 июня 1918 года в селе Разлёты (ныне — Коропский район Черниговской области Украины) в крестьянской семье. Получил начальное образование, работал в колхозе. В 1938 году Болдун был призван на службу в Рабоче-крестьянскую Красную Армию. С июня 1941 года — на фронтах Великой Отечественной войны. Участвовал в боях на Центральном и 1-м Белорусском фронтах. В 1943 году вступил в ВКП(б). К сентябрю 1943 года старшина Иван Болдун командовал разведывательным отделением 1323-го стрелкового полка 415-й стрелковой дивизии 61-й армии Центрального фронта. Отличился во время битвы за Днепр.
В ночь с 26 на 27 сентября 1943 года Болдун переправился через Днепр в районе хутора Змеи Репкинского района Черниговской области и закрепился на западном берегу реки. В ходе боя за плацдарм сделал несколько рейсов через реку, эвакуировал раненых бойцов в тыл, доставлял на позиции батальона на плацдарме боеприпасы и продовольствие.
Указом Президиума Верховного Совета СССР «О присвоении звания Героя Советского Союза генералам, офицерскому, сержантскому и рядовому составу Красной Армии» от 15 января 1944 года за «образцовое выполнение боевых заданий командования по форсированию реки Днепр и проявленные при этом мужество и героизм» старшина Иван Болдун был удостоен высокого звания Героя Советского Союза с вручением ордена Ленина и медали «Золотая Звезда» за номером 2978.
После окончания войны в звании старшего лейтенанта Болдун был уволен в запас. Проживал в Москве, работал старшим мастером на Московском опытном заводе тугоплавких металлов и твёрдых сплавов. Умер 7 декабря 1981 года, похоронен на Котляковском кладбище.
Был также награждён орденами Отечественной войны 2-й степени, Красной Звезды, Славы 3-й степени, а также рядом медалей. В посёлке Короп на Аллее Героев установлен памятный знак Болдуну.